# Nanocladius seiryudeeus
Nanocladius seiryudeeus är en tvåvingeart som beskrevs av Sasa, Suzuki och Sakai 1998. Nanocladius seiryudeeus ingår i släktet Nanocladius och familjen fjädermyggor. Inga underarter finns listade i Catalogue of Life.